# Список об'єктів, названих на честь Нільса Генріка Абеля
Наступне було названо на честь Нільса Генріка Абеля (норв. Niels Henrik Abel; 1802—1829) — норвезького математика:
теореми
- Теорема Абеля — Руффіні
- Теорема Абеля (аналіз)
- Біноміальна теорема Абеля
- Степеневий ряд (перша і друга теореми Абеля)

інше
- Абелева група
- Абелева категорія
- Абелеві групи і адитивні групи
- Абелеве розширення
- Абелеві рівняння
- Диференціал Абеля
- Збіжність за Пуассоном — Абелем
- Інтеграл Абеля
- Інтегральне перетворення Абеля
- Інтегральне рівняння Абеля
- Ознака Абеля
- Ознака Абеля (в ст. «Невласний інтеграл»)
- Підстановка Абеля
- Тотожність Абеля